# کوهسار جان
کوهسار جان (به چینی: 灵山)، (به پین‌یین: língshān)، (به انگلیسی: Soul Mountain) رمان مشهوری از گائو شینگجیان نویسنده معاصر چینی است که برنده جایزه نوبل ادبیات سال ۲۰۰۰ شده‌است. این رمان بر پایه سفر نویسنده به مناطق روستایی چین است. رمان بخشی از یک خودزندگی‌نامه خیالی شخصی است که در سفری برای پیدا کردن کوهستان افسانه‌ای لینگ‌شان است. کتاب ترکیبی از عناصر داستانی، سفرنامه، شخصیت‌های بی‌نام (با ضمایر «من»، «تو»، «او» و غیره مشخص می‌شوند.) و داستان‌ها و شعرهای محلی است. برگردان انگلیسی این کتاب از میبل لی بدست در ۵ دسامبر ۲۰۰۰ در آمریکا منتشر شد.

## درباره رمان
این رمان، در واقع سفرنامه‌ای است که حاصل پیاده‌روی ده ماهه گائو شینگجیان در چین است. او در این سفر، مسافتی به طول پانزده هزار کیلومتر می‌پیماید و مشاهدات و تأملات خود را به صورت رمانی کاملاً مدرن، که در محدودهٔ هیچ‌یک از انواع رمان نمی‌گنجد شرح می‌دهد. این کتاب که آمیزه‌ای از سبکها و تکنیک‌های گوناگون است داستان خاصی را دنبال نمی‌کند و در آن راویان مختلف با زاویهٔ دیدی که دائماً در تغییر است، برداشت‌ها و اندیشه‌های نویسنده را بیان می‌کنند. شخصیت‌های کتاب بی‌نامند و جز خود نویسنده، شخصیت ثابت دیگری وجود ندارد و حرف‌ها از زبان «من، تو، او» بیان می‌شود.

### همسفر خیالی
نویسنده به خلق یک همسفر مؤنث خیالی هم پرداخته‌است، اما این همسفر در فصل‌های مختلف کتاب چهره‌های گوناگون به خود می‌گیرد و در واقع نموداری است از اندیشه‌ها و تصورات نویسنده دربارهٔ زن به‌طور عام. در این کتاب موضوعات مختلفی مانند ترانه‌های محلی، افسانه‌ها، جادوگری، آداب بوداییان و تائوئی‌ها و همچنین مباحثی دربارهٔ نویسندگی و نقاشی مطرح شده‌است. اما آنچه بدان رنگ رمان می‌بخشد شخصیت محوری داستان یعنی خود نویسنده‌است که همه جا با ویژگی‌های مشخصش حضور دارد و فصل‌های پراکنده را با بیان تأثرات و برداشت‌های خود به هم می‌پیوندد و به مباحث مختلف رمان وحدت می‌بخشد.

## حواشی
در مروری که از این کتاب در نیویورک تایمز آمده‌است می‌خوانیم:
هر خواننده می‌تواند نظری متفاوت درباره کتاب کوهسار جان داشته باشد، اما برای من (نویسنده مقاله روزنامه)این کتاب بیشتر از آنکه یک سفرنامه باشد نقل سرگشتگی‌های یک شخص بین ستم جامعه و فشار تنهایی است. فرار از جامعه موضوعی است که در آثار روشنفکران چینی همچون گائو شینگجیان بسیار تکرار شده‌است.